# Elasmosaurus
Elasmosaurus je vyhynulý rod dlouhokrkých mořských dravých plazů ze skupiny Plesiosauria. V současnosti známe celkem osm druhů tohoto rodu, které žily v období svrchní křídy (asi před 85 až 66 miliony let). Blízkým příbuzným tohoto rodu byl například geologicky starší rod Thalassomedon.

## Historie

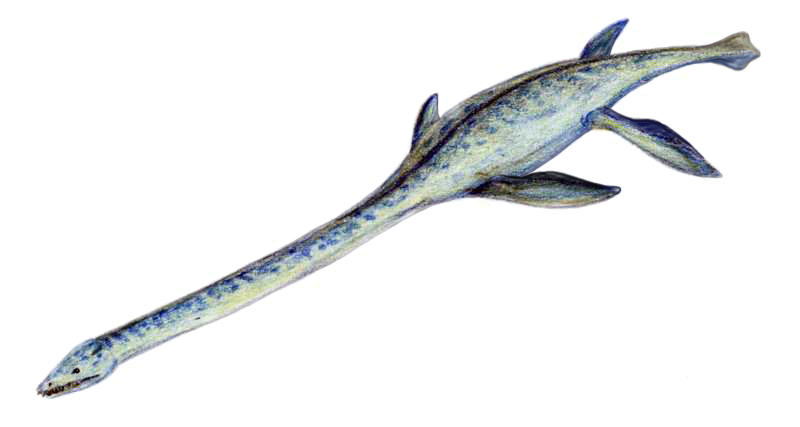
Elasmosaurus – rekonstrukce vzezření

Jako první druh byl již v roce 1868 formálně popsán americkým paleontologem E. D. Copem Elasmosaurus platyurus. Původně jeho kostru Cope rekonstruoval špatně a lebku nasadil na konec ocasní páteře, namísto páteře krční. Některé fosilie, označené v průběhu 20. století za zástupce rodu Elasmosaurus, se ukázaly být ve skutečnosti zástupci dosud neznámých taxonů spadajících do čeledi Elasmosauridae (například rod Plesioelasmosaurus). Fosilii tohoto rodu objevila na Novém Zélandu paleontoložka Joan Wiffenová.

## Popis
V současnosti je tento rod druhým největším známým plesiosaurem. Měřil na délku až 14 metrů a jeho hmotnost se díky štíhlému tělu pohybovala kolem 2 až možná 8 tun. K celkové délce výrazně přispěl také extrémně dlouhý krk, tvořený více než 70 obratli. Hlava byla malá a výrazně ozubená. Byl to dravec, lovící především ryby a bezobratlé (amonity, belemnity). Žil na otevřeném oceánu a zřejmě rodil mláďata ve vodě.